# Александр I Македонський
Александр I Македонський (грец. Ἀλέξανδρος ὁ Μακεδών) — цар Македонії у 498-454 до н. е.. Отримав прізвисько Філеллін (з грец. любитель еллінів) тому, що сприяв поширенню в країні грецької культури. Царю довелося вести боротьбу не тільки з зовнішніми ворогами, іллірійськими і фракійськими племенами, а й з родовою знаттю, яка неохоче поступалася своїми привілеями. Коли перський цар Ксеркс вторгся в Грецію, Македонія змушена була пропустити його через свою територію і навіть виділити в розпорядження перського війська загони воїнів. Разом з тим Александр I намагався допомагати еллінам і надавати їм всілякі послуги. Відносини Македонії і Афін зіпсувалися після утворення Першого Афінського морського союзу, коли, щоб забезпечити собі вихід до моря, Александр почав боротьбу з афінськими союзниками, містами Халкідіки. Він не наважився піти на прямий конфлікт і волів поступитися, на якийсь час навіть увійшов в Афінський союз і зав'язав з Афінами торгові відносини, поставляючи їм в основному ліс для кораблів.